# Jurga Šeduikytė
Jurga Šeduikytė, comunemente conosciuta come Jurga (Telšiai, 10 febbraio 1980), è una cantautrice lituana.
Inizia la propria carriera nel 2005, pubblicando il proprio primo album Aukso pieva nel quale viene evidenziato un chiaro interesse per le sonorità pop ed in particolare dell'art rock.

## Discografia

### Album in studio
- 2005 – Aukso pieva
- 2007 – Instrukcija
- 2009 – +37º (Goal of Science)
- 2011 – Metronomes
- 2013 – Breaking the Line
- 2015 – Giliai Vandeny
- 2017 – Not Perfect

### Singoli
- 2005 – The Longest Day
- 2005 – Laisvė
- 2005 – Nebijok
- 2005 – Saulė vandeny
- 2006 – Galbūt
- 2006 – Aš esu tiktai jei tu esi
- 2007 – Instrukcija
- 2007 – Renkuosi Žemę
- 2007 – 5th Season
- 2007 – Smėlio žmonės